# 10508 Haughey
10508 Haughey è un asteroide della fascia principale. Scoperto nel 1988, presenta un'orbita caratterizzata da un semiasse maggiore pari a 2,4826601 au e da un'eccentricità di 0,1877296, inclinata di 2,64743° rispetto all'eclittica.